# Acinodrillia
Acinodrillia is een geslacht van weekdieren uit de klasse van de Gastropoda (slakken).

## Soorten
- Acinodrillia amazimba Kilburn, 1988
- Acinodrillia paula (Thiele, 1925)
- Acinodrillia viscum Kilburn, 1988